# Émerson Leão
Émerson Leão (n. 11 iulie 1949, Ribeirão Preto, São Paulo, Brazilia) este un fost fotbalist brazilian.
În cariera sa, Leão a evoluat la Palmeiras, Vasco da Gama, Grêmio și Corinthians. Între 1970 și 1986, Leão a jucat 80 de meciuri pentru echipa națională a Braziliei. Leão a jucat pentru naționala Braziliei la patru Campionate Mondiale: în 1970, 1974, 1978 și 1986.

## Statistici
| Brazilia | Brazilia | Brazilia |
| An       | Meciuri  | Goluri   |
| -------- | -------- | -------- |
| 1970     | 2        | 0        |
| 1971     | 0        | 0        |
| 1972     | 4        | 0        |
| 1973     | 5        | 0        |
| 1974     | 15       | 0        |
| 1975     | 0        | 0        |
| 1976     | 5        | 0        |
| 1977     | 13       | 0        |
| 1978     | 12       | 0        |
| 1979     | 8        | 0        |
| 1980     | 0        | 0        |
| 1981     | 0        | 0        |
| 1982     | 0        | 0        |
| 1983     | 14       | 0        |
| 1984     | 0        | 0        |
| 1985     | 0        | 0        |
| 1986     | 2        | 0        |
| Total    | 80       | 0        |